# Muriel Hurtis

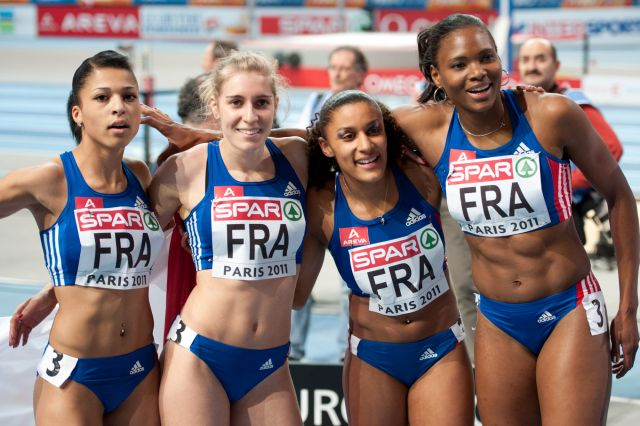
Muriel Hurtis (rechts) mit der französischen Stafette bei den Halleneuropameisterschaften 2011

Muriel Hurtis (zeitweilig Muriel Hurtis-Houairi) (* 25. März 1979 in Bondy) ist eine französische Sprinterin.

## Leben
1998 siegte sie bei den Juniorenweltmeisterschaften im 200-Meter-Lauf.
Bei den Weltmeisterschaften 1999 in Sevilla erreichte sie über 200 Meter das Halbfinale und gewann mit der französischen Mannschaft Silber in der 4-mal-100-Meter-Staffel. Im Jahr darauf siegte sie bei den Halleneuropameisterschaften in Gent. Bei den Olympischen Spielen in Sydney kam sie über dieselbe Distanz ins Halbfinale und wurde Vierte in der 4-mal-100-Meter-Staffel.
2001 wurde sie bei den Hallenweltmeisterschaften in Lissabon Fünfte über 200 Meter und gewann bei den Weltmeisterschaften in Edmonton erneut Silber in der 4-mal-100-Meter-Staffel. 2002 folgten drei Goldmedaillen: bei den Halleneuropameisterschaften in Wien über 200 Meter und bei den Europameisterschaften in München über 200 Meter sowie in der 4-mal-100-Meter-Staffel. In der darauffolgenden Saison holte sie bei den Hallenweltmeisterschaften in Birmingham den Titel über 200 Meter. Bei den Weltmeisterschaften in Paris/Saint-Denis errang sie Bronze über 200 Meter und Gold in der 4-mal-100-Meter-Staffel.
2004 wurde sie bei den Hallenweltmeisterschaften in Budapest Fünfte über 60 Meter. Bei den Olympischen Spielen in Athen schied sie zwar über 200 Meter im Viertelfinale aus, gewann aber zusammen mit Véronique Mang, Sylviane Félix und Christine Arron Bronze in der 4-mal-100-Meter-Staffel.
Bei den Europameisterschaften 2006 in Göteborg scheiterte sie über 200 Meter im Halbfinale und wurde mit der französischen Stafette im Finale der 4-mal-100-Meter-Staffel disqualifiziert. Ebenfalls über 200 Meter schied sie bei den Weltmeisterschaften 2007 in Ōsaka im Viertelfinale und bei den Olympischen Spielen 2008 in Peking im Halbfinale aus.
2010 wurde sie über 400 Meter Siebte bei den Europameisterschaften in Barcelona. Bei den Halleneuropameisterschaften 2011 in Paris gewann sie Bronze mit der französischen Mannschaft in der 4-mal-400-Meter-Staffel. 2012 wurde sie bei den Europameisterschaften in Helsinki erneut Achte über 400 Meter.
Viermal wurde sie französische Meisterin über 200 Meter im Freien (2000, 2002, 2007, 2008) und dreimal in der Halle (1999, 2002, 2003). Über 400 Meter holte sie 2010 und 2012 den nationalen Titel.
Muriel Hurtis ist 1,80 m groß und wiegt 69 kg. Sie war mit K-mel (bürgerlicher Name Kamel Houari) verheiratet, ehemals Rapper bei der Hip-Hop-Band Alliance Ethnik.

## Persönliche Bestzeiten
- 60 m (Halle): 7,09 s, 23. Februar 2003, Liévin
- 100 m: 10,96 s, 22. Juni 2002, Annecy
- 200 m: 22,31 s, 24. August 1999, Sevilla
  - Halle: 22,49 s, 14. März 2003, Birmingham
- 400 m: 51,41 s, 20. Juli 2010, Castres
  - Halle: 53,67 s, 20. Februar 2011, Aubière